# Nemir (1982.)
Nemir, hrvatski dugometražni film iz 1982. godine.